# Moussa Hamadou Djingarey
Moussa Hamadou Djingarey (* 9. Juli 1973 in Zinder) ist ein nigrischer Filmregisseur und Filmproduzent.

## Leben
Moussa Hamadou Djingarey ging in Talladjé, einem Stadtteil der Hauptstadt Niamey, auf die Grundschule. Danach besuchte er die Mittelschule CEG 10 und zuletzt von 1994 bis 1997 das Lycée Issa Korombé in Niamey. Im Jahr 1999 reiste Djingarey anlässlich einer ʿUmra nach Saudi-Arabien. Er begann dort für eine Produktionsfirma zu arbeiten, die vor allem für das saudische Fernsehen tätig war. Er lernte Kamera und Schnitt in der Praxis und kehrte erst 2002 wieder nach Niger zurück.
Im selben Jahr gründete Moussa Hamadou Djingarey in Niamey die Produktionsfirma MD digital production. Er spezialisierte sich zunächst auf Auftrags- und Werbefilme. Zu seinen Auftraggebern zählten die staatliche Rundfunkanstalt ORTN, internationale NGOs und ausländische Botschaften. Ab 2005 drehte er als Regisseur mehrere vor allem dokumentarische Kurzfilme und gewann damit auf kleineren Filmfestivals in Niger und in der Elfenbeinküste verschiedene Preise. Djingarey erhielt mehrere französische Stipendien für filmische Fortbildungen im Ausland, unter anderen 2005 in Saint-Louis in Senegal, 2008 in Paris und 2009 in Val-de-Marne in Frankreich.
Mit Hassia erschien 2010 sein erster Langspielfilm. Der Film thematisiert die Zwangsheirat der Titelheldin und bedeutete für das nigrische Filmschaffen nach längerer Absenz die Rückkehr ins Hauptprogramm des FESPACO und weiterer größerer Filmfestivals. Weitere Spielfilme Djingareys folgten. Der Regisseur wurde 2018 erster stellvertretender Generalsekretär der Fédération des Associations des Cinéastes du Niger, eines neu gegründeten Verbands der Filmorganisationen Nigers unter dem Vorsitz von Harouna Niandou.

## Filmografie
- 2005: La mystérieuse croix d’Agadez
- 2006: Lutte contre la désertification au Niger
- 2006: Tagalakoy
- 2008: Casting pour un mariage
- 2008: Sorkos, maîtres de l’eau entre tradition et modernisme
- 2010: Le chemin de l’intégration
- 2010: Djamma, Madame Courage
- 2010: Hassia, Amour ou Châtiment
- 2012: Mon retour au pays
- 2013: Koré
- 2015: Tourmi
- 2016: Le pagne[1]
- 2019: Ma belle mère, ma co-épouse